# 薩瓦納德帕拉
10°7′31″N 69°2′6″W / 10.12528°N 69.03500°W
薩瓦納德帕拉（西班牙語：Sabana de Parra），是委內瑞拉的城鎮，位於該國西部亞拉奎州，是何塞安東尼奧派斯市的首府，面積135平方公里，海拔高度320米，2011年人口19,673，人口密度每平方公里146人。